# 청운중학교 (경기)
청운중학교(靑雲中學校)는 대한민국 경기도 양평군 청운면 용두리에 있는 공립 중학교이다.

## 학교 연혁
- 1955년 4월 27일 : 청운중학교 설립 인가(3학급)
- 1955년 5월 28일 : 청운중학교 개교
- 1955년 12월 9일 : 초대 차기환 교장 취임
- 1977년 11월 7일 : 청운중학교 12학급 증설 인가
- 2021년 1월 5일 : 제64회 13명(5,114명) 졸업
- 2021년 3월 1일 : 제28대 최상만 교장 취임
- 2021년 3월 2일 : 중학교 7명 입학

## 참고 자료
- 청운중학교 - 한국교육학술정보원 학교알리미